# Špilja Gospe Lurdske u Heiligenkreuzu
Špilja Gospe Lurdske u Heiligenkreuzu kršćansko je spomen-mjesto u istoimenoj općini u Bečkoj šumi u kotaru Baden kod Beča, koje je opatija Heiligenkreuz 2017. godine uredila kao vjerski spomenik u čast Blažene Djevice Marije. Kao i sve slične špilje Gospe Lurdske diljem svijeta, i ova podsjeća na svjetski poznatu špilju ukazanja u francuskom hodočasničkom gradu Lourdesu.

## Mjesto i povijest
Heiligenkreuz leži na hodočasničkom putu Via Sacra, koji od Beča vodi prema austrijskom nacionalnom marijanskom svetištu Mariazell: od davnina je Heiligenkreuz bio postaja mnogih hodočasnika koji su u njemu zastali i tražili okrjepu. Cisterciti opatije Heiligenkreuz o štovanju Bogorodice Marije  kažu: „Gdje se Mariju štuje i Njoj se moli, tamo vjera biva duboko ukorijenjena te živa i snažna. Gdje se Mariju voli, voli se i Crkvu“. Stoga je u neposrednoj blizini opatije Heiligenkreuz uređeno posebno mjesto za hodočasnike – špilja Gospe Lurdske. Ta je Marijina špilja uređena u ljeto 2017. u prirodnoj stijeni tik uz potok Sattelbach u blizini srednjovjekovne žitnice, a svečano ju je u predvečerje blagdana Velike Gospe (14. kolovoza) posvetio nadbiskup Peter Stephan Zurbriggen, tadašnji apostolski nuncij u Austriji. Jedna statua lurdske Madone s početka 20. stoljeća, dar opatiji Heiligenkreuz, obnovljena je i postavljena u prirodnu udubinu stijene, ispred koje je postavljen oltar izrađen od istoga kamena. Od kolovoza 2020. i jedan je mali kip svete Bernardice Soubirous, koji je donirao neznani dobrotvor, također dio špilje Gospe Lurdske u Heiligenkreuzu: opat donjoaustrijske cistercitske opatije Lilienfeld Pius Martin Maurer blagoslovio ju je 14. kolovoza 2020. tijekom velike svečane procesije sa svijećama.

 »Čak i ako je Marija s Bogom, ona i dalje želi biti među nama. Stoga mjesta marijanskih ukazanja poput Lourdesa i Fátime ukazuju na Marijinu majčinsku blizinu i ljubav.« — Maximilian Heim OCist
 »Prepustimo Mariji da nas vodi kako bismo po njoj postali sličniji Isusu. Pustimo da nas Bezgrješna sve više vodi kamo i kako god ona želi, da bismo tako u izvršavanju svojih vjerničkih dužnosti sve ljude približili njenoj ljubavi.« — Maksimilijan Kolbe OFMConv
 »Po Mariji i s Marijom Duh Sveti djeluje za spasenje čovječanstva.« — Bernhard Vošicky OCist
 »Gdje je Marija, tu je iskonska slika potpunog sebedarja i nasljedovanja Krista. Gdje je Marija, tu je i duhovska prisutnost Duha Svetoga, tu je buđenje i istinska obnova.« — Papa Benedikt XVI.

## Vanjske poveznice

### Sestrinski projekti
|  | Zajednički poslužitelj ima još gradiva o temi Špilja Gospe Lurdske u Heiligenkreuzu |

### Mrežna mjesta
- YouTube – Stift Heiligenkreuz: Ein Hauch von Lourdes | Die Lourdesgrotte in Heiligenkreuz (njem.)
- YouTube – Stift Heiligenkreuz: Segnung Lourdes-Grotte Stift Heiligenkreuz (njem.)
- MeinBezirk.at / Robert Rieger: Besuch der Lourdes – Grotte Heiligenkreuz 12.12.2020 (njem.)
- Stiftspfarre Heiligenkreuz: Neue Lourdes-Grotte in Heiligenkreuz  Arhivirana inačica izvorne stranice od 18. svibnja 2022. (Wayback Machine) (njem.)